# Национальная организация русских мусульман
Национа́льная организа́ция ру́сских мусульма́н (НОРМ) — общественная организация, объединяющая этнических русских, исповедующих ислам. Организация образована в 2004 году.

## История
О создании Национальной организации русских мусульман было объявлено в июне 2004 года на съезде «Организации русских мусульман» в Омске, где произошло объединение мусульманских групп «Давгат аль-Ислами» (Омск), Царевококшайская община русских мусульман (Йошкар-Ола), Джамаат русских мусульман «Бану Зулькарнайн» (Москва), Культурный центр русских мусульман «Ихлас» (Алма-Ата). В течение несколько дней после съезда его организаторы придали широкой огласке данное событие, «засветившись» в ряде печатных СМИ и на ведущих российских и мировых исламских интернет-ресурсах. На пресс-конференции в «Известиях» лидеры НОРМ заявили о том, что «спасение России и духовная перспектива для этнических русских — только в исламе». По словам НОРМовцев, одной из их целей является формирование некоего «субэтноса» — русских мусульман.
Первыми руководителями организации были Тарас (Абдуль-Карим) Черниенко, Анатолий (Абу Талиб) Степченко. В дальнейшем на первые позиции в НОРМе выдвинулись Дмитрий (Амир) Мавров и Вадим Сидоров (Харун ар-Руси).
В начале деятельности организации между частью руководства и бывшим православным священником А. В. Полосиным существовал конфликт. После того, как конфликты с А. В. Полосиным прекратились, в феврале 2006 года вступил на должность первого заместителя председателя (1-го наиба) НОРМ.
В 2005—2006 организацию покинула шиитская часть, которой руководил Т. Черниенко. В декабре 2006 года Совет (шура) НОРМ постановил исключить из организации шиитскую секцию и исповедовать только суннитский ислам и маликитский мазхаб. Для распространения информации и знаний о маликитском мазхабе в России был учреждён Маликитский центр НОРМ. Правление НОРМ было утверждено в следующем составе:
- глава НОРМ — шейх Абу Талиб (Анатолий Степченко);
- первый заместитель главы НОРМ — Али Вячеслав Полосин;
- заместитель главы НОРМ — Искандер Яфиси (Александр Казаков);
- главный мухтасиб НОРМ — Харун ар-Руси (Вадим Сидоров);
- председатель шариатского комитета — Махди Шамсутдин (Сергей Попов);
- руководитель пресс-службы — Амир Хамдани (Григорий Мавров);
- руководитель юридической службы — Абдаллах ар-Рустуви (Василий Деревянкин).

После того, как из организации вышли сторонники более конструктивной линии А. Степченко, в ней остались в основном сторонники В. Сидорова, которые фактически отождествили с собой всю организацию.
Вадим Сидоров вместе со своими сторонниками неоднократно менял свои политические и религиозные взгляды. До принятия ислама они придерживались фашистских и националистических взглядов, затем через саляфизм пришли к суфизму. В 2007 году НОРМовцы заявили, что станут развивать в России маликитский мазхаб. По их мнению, эта правовая школа является идеологической основой для строительства общины русских мусульман. Тогда же состоялись первые контакты руководителей НОРМ с международным сообщество «Мирабитун», занимающимся проповедью в западных странах суннизма маликитского мазхаба и состоящего мелких неофитских джамаатов из немусульманских народов.
Функционеры, пришедшие в ислам из среды русских националистов (в том числе из неоязыческих движений) стремятся противопоставить новых русских мусульман представителям традиционно исламских народов России, а также отделить новых мусульман из общей мусульманской среды и создать для этого отдельные структуры. С этим связано принятие руководством НОРМ маликитского мазхаба, который до этого не имел приверженцев на территории России.
В 2005—2006 годах НОРМ арендовала помещения для проведения пятничных молитв.
По данным социологов, большинство новых русских мусульман не входят в данную организацию.

## Критика
В 2006 году муфтий Нафигулла Аширов осудил НОРМ за «русский шовинизм».
В 2013 году религиовед Р. А. Силантьев, комментируя решение лидеров НОРМ уехать из Российской Федерации для продолжения своей деятельности за рубежом, отметил: «Редкий случай, когда я полностью согласен с товарищем Сидоровым. Действительно, зачем русским ваххабитам жить в кяфирской России и страдать от произвола „кровавой гэбни“, когда в мире столько прекрасных стран, где можно беспрепятственно строить халифат, имарат или даже столь любимый ими русский негритюд? Афганистан, Пакистан, Ирак и Сомали с нетерпением ждут вас. Давайте, товарищи, до свидания, и по возможности заберите с собой побольше нерусских ваххабитов — им ведь сейчас тоже тяжело приходится».